# Ernst Julius von Seidlitz-Sandreczki
Ernst Julius Adolf Erdmann Friedrich Graf von Seidlitz-Sandreczki (* 29. Dezember 1863 in Habendorf, Landkreis Reichenbach, Provinz Schlesien; † 3. August 1930 auf Schloss Olbersdorf) war ein deutscher Majoratsherr und Parlamentarier.

## Leben
Ernst Julius war der Sohn des Friedrich von Seidlitz-Habendorf (1835–1894), Fideikommissherrn auf Ober- und Nieder-Habendorf und Peilau (Seidlitzhof) und weiteren Gütern, Major a. D., aus dessen erster Ehe mit Agnes von Sandreczki von Sandraczütz (1835–1879). Der Vater liierte sich in zweiter Ehe mit Helene Gräfin Pückler, Freiin von Gröditz. So kam Langenbielau an die Familie von Seidlitz und somit an Ernst Julius. Die Habendorfer Güter erbte der Bruder Dr. jur. Adolf von Seidlitz.
Ernst Julius von Seidlitz studierte an den Universitäten Heidelberg und Göttingen Rechtswissenschaften. 1883 wurde er Mitglied des Corps Saxo-Borussia Heidelberg. In Göttingen war er Mitkneipender Corpsstudent beim Corps Saxonia, das ihm 1887 die Corpsschleife verlieh. 1887 legte er das Referendarexamen ab. Zunächst Referendar wurde er 1889 Herr des 7600 ha großen Majorats Langenbielau, das er 1886 von seinem Onkel Hans von Sandreczky geerbt hatte. 1891 wurde er zum Grafen von Seidlitz-Sandreczky erhoben und 1894 zum erblichen Mitglied des Preußischen Herrenhauses ernannt.
Nach der Abschaffung des Landesherrlichen Summepiskopats im Jahr 1918 galt Seidlitz-Sandreczky als eines der einflussreichsten Mitglieder des Kirchensenats der preußischen Unionskirche. Er gehörte zu den bekenntnisbewussten Lutheranern in seiner Kirche, die sich in der Evangelisch-Lutherischen Vereinigung in Preußen organisierten und sich regelmäßig auf der sich auf der sogenannten Augustkonferenz versammelten.
Von Seidlitz-Sandreczky war Erblandmarschall im Herzogtum Schlesien sowie Landesältester und Kreisdeputierter. Dem Dragoner-Regiment Nr. 12 gehörte er als Rittmeister der Reserve an. Er war Kommendator der schlesischen Genossenschaft des Johanniterordens sowie Ehrendoktor der Theologie (Dr. theol. h. c.) der Universität Greifswald. Langenbielau war bis zuletzt eine große Majoratsherrschaft.

## Familie
Ernst Julius von Seidlitz-Sandreczki heiratete 1889 in Frankfurt a. O. die Gutsbesitzerstochter Barbara von Heyden-Plötz (1869–1946). Das Paar hatte folgende Kinder, die außer dem Nachfolger Adolf, wegen der Bestimmungen der Primogenitur, nicht den Grafentitel führten, sondern den Namenszug von Seidlitz oder von Seidlitz und Ludwigsdorf:
- Friedrich Wilhelm (1891–1919) war zunächst auf dem Katholischen Gymnasium in Frankenstein.[8] Dann ging er mit seinen jüngeren Brüdern[9] auf die Ritterakademie Brandenburg. Danach studierte er verschiedene Semester jeweils Kunst und Jura und lebte als Kunstmaler auf Schloss Olbersdorf. Bei den Wirren um die Münchener Räterepublik wurde Friedrich Wilhelm von Seidlitz, formell eigentlich dienstuntauglich und doch Leutnant d. R., als Geisel erschossen.[10]
- Agnes (* 1893), lebte gemäß dem Genealogischen Handbuch des Adels nach 1945 in der Schweiz
- Adolf (1896–1945) wurde Erbe.[11], ⚭ 1928 Fredemarie von Seidlitz und Ludwigsdorf (* 1902). Er lernte am genannten Brandenburger Alumnat mit vielen nachfolgend namentlich bekanntgewordenen ostelbischen Gutsbesitzern, die auch später Regimentskameraden wurden.[Anmerkung 1] Adolf war wie der Vater später ebenfalls kirchlich engagiert und im Kirchenkampf Mitglied der Bekennenden Kirche.
- Ernst (1898–1945), wurde Reserveoffizier und starb zum Kriegsende; ⚭ 1932 Martha Schneider (* 1899)
- Hans (* 1901), Dr. jur., ⚭ 1934 Gerda Schild (* 1910), lebte nach dem Krieg mit ihr in der Schweiz